# Polemon gracilis
Polemon gracilis (струнка змієїдна змія) — вид отруйних змій родини земляних гадюк (Atractaspididae). Мешкає в Центральній Африці.

## Поширення і екологія
Стрункі змієїдні змії мешкають в Камеруні, Габоні і Республіці Конго, можливо також в Нігерії. Вони живуть у вологих рівнинних тропічних лісах, на висоті від 500 до 800 м над рівнем моря.